# Franz Karl Franchy

Franz Karl Franchy (n. 21 septembrie 1896, Bistrița - d. 20 ianuarie 1972, Viena) a fost un scriitor german născut în Transilvania.
Tatăl său, Josef Franchy, de mesrie profesor, provenea din localitatea austriacă Tatzmannsdorf. Negăsind acolo de lucru, a emigrat în Transilvania, unde era o lipsă de profesori de limba germană.
În Transilvania a cunoscut-o pe viitoarea sa soție, Emma Holzenberg, cu care s-a căsătorit în 1895. Au avut patru copii, doi fii, Franz Karl și Viktor și două fiice, Annemarie și Olga.

## Viața
Franz Karl Franchy a urmat gimnaziul la Cluj și, după bacalaureat, a început, tot la Cluj, studii de germanistică și de latină, studii pe care le-a continuat la Universitatea din Debrețin cu germanistică și filosofie. 
Vacanțele și le petrecea la bunica sa din Bad Tatzmannsdorf, localitate care i-a acordat în 1945 dreptul de ședere, ceea ce i-a permis dă devină cetățean austriac.
După o scurtă activitate ca publicist la Bistrița a plecat la Viena. 
În Primul Război Mondial a fost ofițer de rezervă și a fost trimis pe frontul polonez. După terminarea războiului, a colaborat cu mai multe ziare și a avut primele succese cu piese de teatru.
După o scurtă ședere la Viena în 1922, a plecat la Eisenstadt, în Burgenland unde a fost profesor de germană și istorie. Din 1922 a devenit funcționar public în Burgenland. În 1931, a plecat la Viena, unde a trăit ca rtist liber-profesionist.
După ani lungi în care abia își câștigă traiul are în sfârșit succes în 1936 când mai multe teatre din Viena îi joacă piesele. Primul succes a fost Einbruch der Wirklichkeit. Piesa sa Summa con laude a fost jucată la renumitul Burgtheater iar Vroni Mareiter, o piesă cu caracter popular a fost jucată pe mai mult de 50 de scene germane, însumând peste 1500 de reprezentații. Mai târziu, piesa a devenit scenariu pentru un film.
Pentru piesa Zwischen den Gleisen (Printre șine) a primit premiul de stat austriac pentru dramaturgie. Franz Karl Franchy este, probabil, cel mai important dramaturg sas.
A început să scrie povestiri, iar după 1940 a început să scrie și romane.
A devenit președinte al Societății Scriitorilor din Austria și a primit titlul de profesor. A primit și Premiul de Stat al Austriei pentru dramaturgie și marele premiu germa pemtru povestire (Großer Deutscher Erzählerpreis).
Franz Karl Franchy a fost căsătorit cu Annemarie Osten, cu care a avut un fiu, Felix, născut în 1943.
Franz Karl Franchy a murit pe 19 februarie 1972 în Viena, unde a și fost înmormântat. 

## Lucrări
Teatru:
- Am Kreuz geschlagen, (Bătut în cruce)
- Juliane
- Mutter (Mamă)
- Die Bergglocke, (Clopotul de pe munte)
- Nero
- Einbruch der Wirklichkeit, (Invazia realității)
- Der junge Wolf, (Lupul tânăr)
- Summa com laude
- Vroni Mareiter
- Gesicherte Existenz, (Existență sigură)
- Anna Gorth
- Zwischen den Gleisen, (Printre șine)

Beletristică:
- Die Mafta, Berlin, 1940
- Maurus und sein Turm, (Maurus și turnul său), roman, Berlin, 1941
- Spießer und Spielmann, roman, Berlin, 1948
- Abel schlägt Kain, (Abel îl învinge pe Kain), roman, 1951
- Ankläger Mitmann, (Acuzatul Mitmann), roman, Viena, 1952
- Berufene und Verstoßene, roman, Viena, 1961
- Die vielen Tage der Ehe, (Zilele multe ale căznicieli), roman Viena, 1961